# Al-Bustan (Liban)
Al-Bustan – wieś położona w jednostce administracyjnej Kada Tyr, w Dystrykcie Południowym w Libanie.

## Położenie
Wioska Al-Bustan jest położona na wysokości 520 metrów n.p.m. na północnych zboczach masywu góry Har Manor (600 m n.p.m.), którym przebiega granica libańsko-izraelska. Okoliczne wzgórza są w większości zalesione. Teren opada w kierunku północno-zachodnim ku wybrzeżu Morza Śródziemnego. W otoczeniu Al-Bustan leżą wioski Zahajra, Jarin, Az-Zallutijja, Umm at-Tut i Marwahin. Na szczycie góry Har Manor po stronie izraelskiej znajduje się wojskowy posterunek obserwacyjny Sił Obronnych Izraela z bazą Boustane. Tuż obok jest punkt obserwacyjny międzynarodowych sił pokojowych UNIFIL. Po stronie izraelskiej są położone moszawy Zarit, Szomera i Goren, kibuc Elon, wioska komunalna Gornot ha-Galil oraz arabska wioska Aramisza.

## Gospodarka
Lokalna gospodarka opiera się na rolnictwie.